# Mensch des Jahres (Profil)
Die Auszeichnung Mensch des Jahres wird seit 2008 von der Redaktion des österreichischen Nachrichtenmagazins Profil vergeben, aufgrund seines oder ihres konkreten Einflusses auf das gesellschaftliche und politische Leben im abgelaufenen Jahr. Laut Profil muss es sich „nicht zwangsläufig um einen einwandfreien Helden oder eine strahlende Heldin handeln. […] Der Titel „Mensch des Jahres“ ist [...] nicht in erster Linie eine Frage von Sympathie oder Abscheu, sondern von konkretem Einfluss“. Vorbild ist die Person of the Year des Magazins TIME, die seit 1927 jährlich bestimmt wird.
Folgende Menschen des Jahres wurden seit 2008 ausgewählt:
- 2008: Barack Obama
- 2009: Arigona Zogaj
- 2010: Thilo Sarrazin
- 2011: Giorgos Andrea Papandreou
- 2012: Malala Yousafzai
- 2013: Edward Snowden
- 2014: Wladimir Putin und Conchita Wurst
- 2015: Angela Merkel[2]
- 2016: Die Wutwähler[3]
- 2017: Die Frau[4]
- 2018: Der Roboter[5]
- 2019: Greta Thunberg[6][7]
- 2020: Wissenschaftler[8]
- 2021: das Handy von Thomas Schmid[9]
- 2022: Wolodymyr Selenskyj[10]
- 2023: Shaked Haran[11]
- 2024: Ralf Rangnick[12]